# 石點頭
石點頭是晚明短篇白話小說集。作者是席浪仙，號「天然癡叟」。全書共十四卷，每卷一篇故事。

## 特點
1. 與其他晚明白話小說集相比，該書避免了大量淫穢描寫，顯得獨樹一格。[1]
2. 全書十四篇故事中，有將近一半的主角為女性，且多為正面形象。[2]